# Liste des titres musicaux numéro un en Allemagne en 2019
Cette page liste les titres numéro un dans les meilleures ventes de disques en Allemagne pour l'année 2019 selon Media Control Charts.
Les classements sont issus des 100 meilleures ventes de singles et des 100 meilleures ventes d'albums. Ils se déroulent du vendredi au jeudi, et sont publiés le mardi par l'industrie musicale allemande.

## Classement des singles
| №  | Date         | Artiste                                            | Titre                           | Référence |
| -- | ------------ | -------------------------------------------------- | ------------------------------- | --------- |
| 1  | 4 janvier    | Ava Max                                            | Sweet but Psycho                |           |
| 2  | 11 janvier   | Ava Max                                            | Sweet but Psycho                |           |
| 3  | 18 janvier   | Shindy                                             | Dodi                            |           |
| 4  | 25 janvier   | Mero                                               | Hobby Hobby                     |           |
| 5  | 1er février  | Capital Bra                                        | Prinzessa                       |           |
| 6  | 8 février    | Capital Bra                                        | Prinzessa                       |           |
| 7  | 15 février   | Eno feat. Mero                                     | Ferrari                         |           |
| 8  | 22 février   | KC Rebell feat. Summer Cem & Capital Bra           | DNA                             |           |
| 9  | 1er mars     | Shirin David                                       | Gib ihm                         |           |
| 10 | 8 mars       | Shirin David                                       | Gib ihm                         |           |
| 11 | 15 mars      | Mero                                               | Wolke 10                        |           |
| 12 | 22 mars      | Capital Bra & Samra                                | Wir ticken                      |           |
| 13 | 29 mars      | Capital Bra                                        | Cherry Lady                     |           |
| 14 | 5 avril      | Rammstein                                          | Deutschland                     |           |
| 15 | 12 avril     | Samra                                              | Harami                          |           |
| 16 | 19 avril     | Rammstein                                          | Deutschland                     |           |
| 17 | 26 avril     | Lil Nas X                                          | Old Town Road                   |           |
| 18 | 3 mai        | Lil Nas X                                          | Old Town Road                   |           |
| 19 | 10 mai       | Juju feat. Henning May                             | Vermissen                       |           |
| 20 | 17 mai       | Juju feat. Henning May                             | Vermissen                       |           |
| 21 | 24 mai       | Samra & Capital Bra                                | Wieder Lila                     |           |
| 22 | 31 mai       | Samra & Capital Bra                                | Wieder Lila                     |           |
| 23 | 7 juin       | Lil Nas X                                          | Old Town Road                   |           |
| 24 | 14 juin      | Lil Nas X                                          | Old Town Road                   |           |
| 25 | 21 juin      | Kalazh44, Capital Bra & Samra feat. Nimo & Luciano | Royal Rumble                    |           |
| 26 | 28 juin      | Capital Bra & Samra                                | Tilidin                         |           |
| 27 | 5 juillet    | Capital Bra & Samra                                | Tilidin                         |           |
| 28 | 12 juillet   | Shawn Mendes & Camila Cabello                      | Señorita                        |           |
| 29 | 19 juillet   | Samra & Capital Bra                                | Zombie                          |           |
| 30 | 26 juillet   | Shawn Mendes & Camila Cabello                      | Señorita                        |           |
| 31 | 2 août       | Shawn Mendes & Camila Cabello                      | Señorita                        |           |
| 32 | 9 août       | Shawn Mendes & Camila Cabello                      | Señorita                        |           |
| 33 | 16 août      | Shawn Mendes & Camila Cabello                      | Señorita                        |           |
| 34 | 23 août      | Shawn Mendes & Camila Cabello                      | Señorita                        |           |
| 35 | 30 août      | Capital Bra & Samra                                | Nummer 1                        |           |
| 36 | 6 septembre  | Apache 207                                         | Roller                          |           |
| 37 | 13 septembre | Loredana feat. Mero                                | Kein Plan                       |           |
| 38 | 20 septembre | Tones and I                                        | Dance Monkey                    |           |
| 39 | 27 septembre | Capital Bra, Samra & Lea                           | 110                             |           |
| 40 | 4 octobre    | Capital Bra, Samra & Lea                           | 110                             |           |
| 41 | 11 octobre   | Tones and I                                        | Dance Monkey                    |           |
| 42 | 18 octobre   | Tones and I                                        | Dance Monkey                    |           |
| 43 | 25 octobre   | Apache 207                                         | Wieso tust du dir das an?       |           |
| 44 | 1er novembre | Tones and I                                        | Dance Monkey                    |           |
| 45 | 8 novembre   | Tones and I                                        | Dance Monkey                    |           |
| 46 | 15 novembre  | Tones and I                                        | Dance Monkey                    |           |
| 47 | 22 novembre  | Tones and I                                        | Dance Monkey                    |           |
| 48 | 29 novembre  | Tones and I                                        | Dance Monkey                    |           |
| 49 | 6 décembre   | Capital Bra                                        | Der Bratan bleibt der gleiche   |           |
| 50 | 13 décembre  | Nimo & Hava                                        | Kein Schlaf                     |           |
| 51 | 20 décembre  | Tones and I                                        | Dance Monkey                    |           |
| 52 | 27 décembre  | Mariah Carey                                       | All I Want for Christmas Is You |           |

## Classement des albums
| №  | Date         | Artiste             | Titre                                                   | Référence |
| -- | ------------ | ------------------- | ------------------------------------------------------- | --------- |
| 1  | 4 janvier    | Udo Lindenberg      | MTV Unplugged 2: Live vom Atlantik (Zweimaster Edition) |           |
| 2  | 11 janvier   | Daniela Alfinito    | Du warst jede Träne wert                                |           |
| 3  | 18 janvier   | Udo Lindenberg      | MTV Unplugged 2: Live vom Atlantik (Zweimaster Edition) |           |
| 4  | 25 janvier   | Oomph!              | Ritual                                                  |           |
| 5  | 1er février  | Dendemann           | Da nich für!                                            |           |
| 6  | 8 février    | Within Temptation   | Resist                                                  |           |
| 7  | 15 février   | Kool Savas          | KKS                                                     |           |
| 8  | 22 février   | Avantasia           | Moonglow                                                |           |
| 9  | 1er mars     | Dream Theater       | Distance over Time                                      |           |
| 10 | 8 mars       | SDP                 | Die unendlichste Geschichte                             |           |
| 11 | 15 mars      | Azet & Zuna         | Super Plus                                              |           |
| 12 | 22 mars      | Mero                | Ya Hero Ya Mero                                         |           |
| 13 | 29 mars      | Schiller            | Morgenstund                                             |           |
| 14 | 5 avril      | Fler                | Colucci                                                 |           |
| 15 | 12 avril     | Andrea Berg         | Mosaik                                                  |           |
| 16 | 19 avril     | Mike Singer         | Trip                                                    |           |
| 17 | 26 avril     | KC Rebell           | Hasso                                                   |           |
| 18 | 3 mai        | Capital Bra         | CB6                                                     |           |
| 19 | 10 mai       | Amon Amarth         | Berserker                                               |           |
| 20 | 17 mai       | Calimeros           | Endlos Liebe                                            |           |
| 21 | 24 mai       | Rammstein           | Rammstein                                               |           |
| 22 | 31 mai       | Kontra K            | Sie wollten Wasser doch kriegen Benzin                  |           |
| 23 | 7 juin       | Sarah Connor        | Herz Kraft Werke                                        |           |
| 24 | 14 juin      | Rammstein           | Rammstein                                               |           |
| 25 | 21 juin      | Bruce Springsteen   | Western Stars                                           |           |
| 26 | 28 juin      | Rammstein           | Rammstein                                               |           |
| 27 | 5 juillet    | LX & Maxwell        | Obststand 2                                             |           |
| 28 | 12 juillet   | Rammstein           | Rammstein                                               |           |
| 29 | 19 juillet   | Shindy              | Drama                                                   |           |
| 30 | 26 juillet   | Sabaton             | The Great War                                           |           |
| 31 | 2 août       | Die Amigos          | Babylon                                                 |           |
| 32 | 9 août       | Volbeat             | Rewind, Replay, Rebound                                 |           |
| 33 | 16 août      | Ufo361              | Wave                                                    |           |
| 34 | 23 août      | Runrig              | The Last Dance – Farewell Concert (Live at Stirling)    |           |
| 35 | 30 août      | Helene Fischer      | Helene Fischer live – Die Stadion-Tour                  |           |
| 36 | 6 septembre  | Peter Maffay        | Jetzt!                                                  |           |
| 37 | 13 septembre | Fantasy             | Casanova                                                |           |
| 38 | 20 septembre | Andreas Gabalier    | Best of Volks-Rock‘n’Roller                             |           |
| 39 | 27 septembre | Shirin David        | Supersize                                               |           |
| 40 | 4 octobre    | Sido                | Ich & keine Maske                                       |           |
| 41 | 11 octobre   | Capital Bra & Samra | Berlin lebt 2                                           |           |
| 42 | 18 octobre   | Kummer              | KIOX                                                    |           |
| 43 | 25 octobre   | Santiano            | MTV Unplugged                                           |           |
| 44 | 1er novembre | Die Toten Hosen     | Alles ohne Strom                                        |           |
| 45 | 8 novembre   | RAF Camora          | Zenit                                                   |           |
| 46 | 15 novembre  | Johannes Oerding    | Konturen                                                |           |
| 47 | 22 novembre  | Silbermond          | Schritte                                                |           |
| 48 | 29 novembre  | Lindemann           | F & M                                                   |           |
| 49 | 6 décembre   | Frei.Wild           | Still II                                                |           |
| 50 | 13 décembre  | Robbie Williams     | The Christmas Present                                   |           |
| 51 | 20 décembre  | Kollegah            | Alphagene II                                            |           |
| 52 | 27 décembre  | Bushido & Animus    | Carlo Cokxxx Nutten 4                                   |           |

## Hit-parade de l'année
| Singles | Albums |
| --- | --- |
| 1. Lil Nas X – Old Town Road 2. Tones and I – Dance Monkey 3. Apache 207 - Roller 4. Juju feat. Henning May - Vermissen 5. Ava Max - Sweet but Psycho 6. Billie Eilish - Bad Guy 7. Shawn Mendes & Camila Cabello - Señorita 8. Ed Sheeran & Justin Bieber - I Don't Care 9. Capital Bra & Samra - Tilidin 10. Samra & Capital Bra - Wieder Lila | 1. Rammstein – Rammstein 2. Sarah Connor - Herz Kraft Werke 3. Udo Lindenberg - MTV Unplugged 2: Live vom Atlantik (Zweimaster Edition) 4. Herbert Grönemeyer - Tumult 5. Andrea Berg – Mosaik 6. Kontra K - Sie wollten Wasser doch kriegen Benzin 7. AnnenMayKantereit - Schlagschatten 8. Ed Sheeran - No.6 Collaborations Project 9. Volbeat - Rewind, Replay, Rebound 10. Capital Bra - CB6 |